# Marco Claudio Frontone
Marco Claudio Frontone (latino: Marcus Claudius Fronto; 132/133 circa – 170) è stato un politico e militare romano.

## Biografia
Illustre personaggio dell'epoca degli Antonini, fu legatus legionis della Legio I Minervia nel periodo 161-163. Accompagnò l'imperatore Lucio Vero in Oriente per le campagne partiche (163-166) ed in seguito gli imperatori Lucio Vero e Marco Aurelio nella prima expeditio germanica delle guerre marcomanniche (168).
Rilevò il comando di Servilio Fabiano Massimo, in qualità di legatus Augusti pro praetore della Mesia Superiore al termine del 168. A causa della guerra in corso contro gli Iazigi e delle presunte morti in battaglia di alcuni governatori provinciali (come Calpurnio Proculo), assunse prima il comando combinato di Mesia superiore e Dacia Apulensis, per poi ottenere, di lì a poco, il comando di tutte e tre le Dacie con la morte di Calpurnio Agricola. Tornò di lì a poco a governare nuovamente la Mesia superiore e le tre Dacie, costituendo un fronte comune contro il nemico sarmatico, ma morì poco dopo in battaglia nel 170.
Rimane di fondamentale importanza l'iscrizione latina scoperta a Roma per meglio comprendere il cursus honorum di questo personaggio di epoca Antonina:
(CIL VI, 41142, CIL VI, 1377 (p 3141, 3805, 4948), CIL VI, 31640)